# عصام المرداسي
عصام المرداسي (بالفرنسية:Issam Merdassi) من مواليد 16 مارس 1981 في صفاقس، لاعب كرة قدم دولي تونسي يلعب دور المدافع.

## سيرة ذاتية
لعب في النادي الرياضي الصفاقسي من 2001 إلى 2009 ، حيث قضى فترة في الترجي الرياضي الجرجيسي في 2002-2003 وفي نادي النصر السعودي في 2007-2008. تم تحويله إلى نادي يانغ بويز. في صيف عام 2009 قبل الانضمام إلى نادي مصر المقاصة في عام 2012.
وهو جزء من الفريق الوطني الذي يدخل في دورة الألعاب الأولمبية الصيفية لعام 2004 ويترك البطولة في الدور الأول، ويحتل المركز الثالث في المجموعة الثالثة خلف الأرجنتين وأستراليا

### النوادي التي لعب لها
- النادي الرياضي الصفاقسي
- الترجي الرياضي الجرجيسي
- النصر السعودي
- يونغ بويز
- مصر للمقاصة

### إحصائيات اللاعب
المصدر:
| المسابقة                                    | لعب | سجل | إنذار | طرد |
| ------------------------------------------- | --- | --- | ----- | --- |
| الرابطة التونسية المحترفة الأولى لكرة القدم | 1   | 1   | 0     | 0   |
| دوري أبطال أفريقيا                          | 5   | 2   | 0     | 0   |
| كأس الكونفيدرالية الأفريقية                 | 8   | 2   | 1     | 0   |
| كأس السوبر الأفريقي                         | 1   | 0   | 0     | 0   |
| الدوري المصري الممتاز                       | 7   | 0   | 1     | 0   |
| الدوري الأوروبي                             | 2   | 0   | 1     | 0   |
| كأس الأمم الأفريقية                         | 1   | 0   | 1     | 1   |
| دوري السوبر السويسري                        | 20  | 0   | 4     | 1   |
| كأس سويسرا                                  | 4   | 1   | 0     | 0   |
| مقابلات ودية                                | 1   | 0   | 0     | 0   |
| المجموع                                     | 50  | 6   | 8     | 2   |

## روابط خارجية
- عصام المرداسي على موقع الاتحاد الدولي (مؤرشف)  (الإنجليزية)
- عصام المرداسي على موقع قاعدة بيانات كرة القدم.إي يو (الإنجليزية)
- عصام المرداسي على موقع ناشيونال فوتبول تيمز (الإنجليزية)
- عصام المرداسي على موقع Soccerway.com (الإنجليزية)
- عصام المرداسي على موقع عالم كرة القدم.نت (الإنجليزية)
- عصام المرداسي على موقع أوليمبيديا (الإنجليزية)